# Kūlupėnai (stacja kolejowa)
Kūlupėnai (ros. Кулупенай) – stacja kolejowa w miejscowości Kūlupėnai, w rejonie kretyngańskim, w okręgu kłajpedzkim, na Litwie. Położona jest na linii Szawle – Kretynga.

## Historia
Stacja została otwarta w okresie międzywojennym. Początkowo nosiła nazwę Kartena od pobliskiego miasteczka Korciany (lit. Kartena).